# Bahnstrecke Stillwater–Ngākawau
| Bahnhof Reefton |                   |                                    |                                    |
| Spurweite: | 1067 mm (Kapspur) |                                    |                                    |
| |                   |                                    |                                    |
| \| \| \| Midland Line von Greymouth \| \| \| \| 0,00 \| Stillwater \| Stillwater \| \| \| \| Midland Line nach Christchurch \| \| \| \| \| Arnold River \| \| \| \| \| Kamaka \| \| \| \| \| Red Jacks \| \| \| \| 9,15 \| Ngahere \| Ngahere \| \| \| \| Bahnstrecke Ngahere–Roa \| \| \| \| 15,63 \| Matai \| Matai \| \| \| \| Ahaura River \| \| \| \| 20,50 \| Ahaura \| Ahaura \| \| \| 24,83 \| Raupo \| Raupo \| \| \| 28,40 \| Totara Flat \| Totara Flat \| \| \| \| Grey River/Māwheranui \| \| \| \| \| Goldwaschanlage Ikamatua \| \| \| \| \| \| \| \| \| 35,67 \| Ikamatua \| Ikamatua \| \| \| 38,63 \| Hukarere \| Hukarere \| \| \| 40,88 \| Waimaunga \| Waimaunga \| \| \| 45,38 \| Mawheraiti \| Mawheraiti \| \| \| \| Hinau \| \| \| \| 50,21 \| Maimai \| Maimai \| \| \| 52,82 \| Tawhai \| Tawhai \| \| \| \| Tawhai-Tunnel (376 m) \| \| \| \| 59,82 \| Taipoiti[Anm. 1] \| Taipoiti[Anm. 1] \| \| \| \| Inangahua \| \| \| \| 61,69 \| Reefton \| Reefton \| \| \| 64,93 \| Waitahu \| Waitahu \| \| \| 70,44 \| Cronadun \| Cronadun \| \| \| 75,04 \| Larrys Creek \| Larrys Creek \| \| \| 78,56 \| Rotokuho \| Rotokuho \| \| \| 84,47 \| Landing \| Landing \| \| \| \| Inangahua \| \| \| \| 89,20 \| Oweka \| Oweka \| \| \| 91,42 \| Inangahua \| Inangahua \| \| \| \| Inangahua \| \| \| \| 93,81 \| Inangahua Junction[Anm. 2] (früher Buller)[Anm. 3] \| Inangahua Junction[Anm. 2] (früher Buller)[Anm. 3] \| \| \| \| Buller \| \| \| \| \| nach Nelson[Anm. 4] \| \| \| \| 100,22 \| Mackley Ballast Pit \| Mackley Ballast Pit \| \| \| 103,79 \| Rahui \| Rahui \| \| \| \| Crag-Tunnel (282 m) \| \| \| \| \| Tunnel 3 (55 m) \| \| \| \| 116,26 \| Tiroroa \| Tiroroa \| \| \| \| Tunnel 4 (153 m) \| \| \| \| 121,57 \| Cascade \| Cascade \| \| \| \| Tunnel 5 (151 m) \| \| \| \| \| Tunnel 6 (47 m) \| \| \| \| \| Tunnel 7 (80 m) \| \| \| \| 127,24 \| Te Kuha \| Te Kuha \| \| \| \| \| \| \| \| 0,00 135,71 \| Queen Street \| Queen Street \| \| \| \| \| \| \| \| \| \| \| \| \| 135,97 \| Westport \| Westport \| \| \| \| Martins \| \| \| \| \| Carters \| \| \| \| \| Bradshaws \| \| \| \| \| Bulls \| \| \| \| \| Tanks \| \| \| \| \| Omau (Cape Foulwind) \| \| \| \| \| \| \| \| \| \| Tauranga Bay Quarry \| \| \| \| \| \| \| \| \| 4,58 \| Sergeants Hill \| Sergeants Hill \| \| \| 7,15 \| Fairdown \| Fairdown \| \| \| 0,00 15,28 \| Waimangaroa (Junction) \| Waimangaroa (Junction) \| \| \| \| \| \| \| \| \| Waimangaroa \| \| \| \| 2,87 \| Conns Creek \| Conns Creek \| \| \| 20,21 \| Birchfield \| Birchfield \| \| \| 27,39 \| Granity \| Granity \| \| \| \| Anschlussgleis Kohlebergwerk \| \| \| \| 29,98 \| Ngakawau \| Ngakawau \| \| \| \| Anschlussgleis Kohlebergwerk \| \| \| \| \| Hector \| \| \| \| 38,89 \| Nikau \| Nikau \| \| \| \| Summerlea \| \| \| \| 41,79 \| Mokihinui \| Mokihinui \| \| \| \| St. Helens \| \| \| \| 44,99 \| Seddonville \| Seddonville \| \| \| 48,01 \| Mokihinui-Bergwerk \| Mokihinui-Bergwerk \| \| \| \| \| \| \| Quellen: [1] \| \| \| \| |                   |                                    |                                    |
| Strecke |                   | Midland Line von Greymouth         | Midland Line von Greymouth         |
| Dienststation / Betriebs- oder Güterbahnhof | 0,00              | Stillwater                         | Stillwater                         |
| Abzweig geradeaus, nach rechts und von rechts |                   | Midland Line nach Christchurch     | Midland Line nach Christchurch     |
| Brücke über Wasserlauf |                   | Arnold River                       | Arnold River                       |
| ehemaliger Bahnhof |                   | Kamaka                             | Kamaka                             |
| Dienststation / Betriebs- oder Güterbahnhof |                   | Red Jacks                          | Red Jacks                          |
| ehemaliger Bahnhof | 9,15              | Ngahere                            | Ngahere                            |
| Abzweig geradeaus und ehemals nach links |                   | Bahnstrecke Ngahere–Roa            | Bahnstrecke Ngahere–Roa            |
| ehemaliger Bahnhof | 15,63             | Matai                              | Matai                              |
| Brücke über Wasserlauf |                   | Ahaura River                       | Ahaura River                       |
| ehemaliger Bahnhof | 20,50             | Ahaura                             | Ahaura                             |
| ehemaliger Bahnhof | 24,83             | Raupo                              | Raupo                              |
| Dienststation / Betriebs- oder Güterbahnhof | 28,40             | Totara Flat                        | Totara Flat                        |
| Brücke über Wasserlauf |                   | Grey River/Māwheranui              | Grey River/Māwheranui              |
| Abzweig geradeaus und nach links · Abzweig von links und von rechts · Strecke von rechts |                   | Goldwaschanlage Ikamatua           | Goldwaschanlage Ikamatua           |
| Strecke · Strecke nach links · Strecke nach rechts |                   |                                    |                                    |
| Dienststation / Betriebs- oder Güterbahnhof | 35,67             | Ikamatua                           | Ikamatua                           |
| ehemaliger Bahnhof | 38,63             | Hukarere                           | Hukarere                           |
| ehemaliger Bahnhof | 40,88             | Waimaunga                          | Waimaunga                          |
| Dienststation / Betriebs- oder Güterbahnhof | 45,38             | Mawheraiti                         | Mawheraiti                         |
| ehemaliger Bahnhof |                   | Hinau                              | Hinau                              |
| Blockstelle | 50,21             | Maimai                             | Maimai                             |
| Dienststation / Betriebs- oder Güterbahnhof | 52,82             | Tawhai                             | Tawhai                             |
| Tunnel |                   | Tawhai-Tunnel (376 m)              | Tawhai-Tunnel (376 m)              |
| ehemaliger Bahnhof | 59,82             | Taipoiti                           | Taipoiti                           |
| Brücke über Wasserlauf |                   | Inangahua                          | Inangahua                          |
| Dienststation / Betriebs- oder Güterbahnhof | 61,69             | Reefton                            | Reefton                            |
| ehemaliger Bahnhof | 64,93             | Waitahu                            | Waitahu                            |
| Dienststation / Betriebs- oder Güterbahnhof | 70,44             | Cronadun                           | Cronadun                           |
| ehemaliger Bahnhof | 75,04             | Larrys Creek                       | Larrys Creek                       |
| ehemaliger Bahnhof | 78,56             | Rotokuho                           | Rotokuho                           |
| ehemaliger Bahnhof | 84,47             | Landing                            | Landing                            |
| Brücke über Wasserlauf |                   | Inangahua                          | Inangahua                          |
| ehemaliger Bahnhof | 89,20             | Oweka                              | Oweka                              |
| Dienststation / Betriebs- oder Güterbahnhof | 91,42             | Inangahua                          | Inangahua                          |
| Brücke über Wasserlauf |                   | Inangahua                          | Inangahua                          |
| ehemaliger Bahnhof | 93,81             | Inangahua Junction (früher Buller) | Inangahua Junction (früher Buller) |
| Brücke über Wasserlauf |                   | Buller                             | Buller                             |
| Abzweig geradeaus, ehemals nach rechts und ehemals von rechts |                   | nach Nelson                        | nach Nelson                        |
| ehemaliger Bahnhof | 100,22            | Mackley Ballast Pit                | Mackley Ballast Pit                |
| ehemaliger Bahnhof | 103,79            | Rahui                              | Rahui                              |
| Tunnel |                   | Crag-Tunnel (282 m)                | Crag-Tunnel (282 m)                |
| Tunnel |                   | Tunnel 3 (55 m)                    | Tunnel 3 (55 m)                    |
| Dienststation / Betriebs- oder Güterbahnhof | 116,26            | Tiroroa                            | Tiroroa                            |
| Tunnel |                   | Tunnel 4 (153 m)                   | Tunnel 4 (153 m)                   |
| ehemaliger Bahnhof | 121,57            | Cascade                            | Cascade                            |
| Tunnel |                   | Tunnel 5 (151 m)                   | Tunnel 5 (151 m)                   |
| Tunnel |                   | Tunnel 6 (47 m)                    | Tunnel 6 (47 m)                    |
| Tunnel |                   | Tunnel 7 (80 m)                    | Tunnel 7 (80 m)                    |
| ehemaliger Bahnhof | 127,24            | Te Kuha                            | Te Kuha                            |
| Dienststation / Betriebs- oder Güterbahnhof |                   |                                    |                                    |
| ehemaliger Bahnhof | 0,00 135,71       | Queen Street                       | Queen Street                       |
| Strecke von links · Abzweig geradeaus, nach rechts und von rechts |                   |                                    |                                    |
| Strecke · Abzweig geradeaus und ehemals von links · Strecke von rechts (außer Betrieb) |                   |                                    |                                    |
| Strecke · Betriebs-/Güterbahnhof Streckenende · Strecke (außer Betrieb) | 135,97            | Westport                           | Westport                           |
| Strecke · Bahnhof (Strecke außer Betrieb) |                   | Martins                            | Martins                            |
| Strecke · Bahnhof (Strecke außer Betrieb) |                   | Carters                            | Carters                            |
| Strecke · Bahnhof (Strecke außer Betrieb) |                   | Bradshaws                          | Bradshaws                          |
| Strecke · Bahnhof (Strecke außer Betrieb) |                   | Bulls                              | Bulls                              |
| Strecke · Bahnhof (Strecke außer Betrieb) |                   | Tanks                              | Tanks                              |
| Strecke · Bahnhof (Strecke außer Betrieb) |                   | Omau (Cape Foulwind)               | Omau (Cape Foulwind)               |
| Strecke · Tunnel (Strecke außer Betrieb) |                   |                                    |                                    |
| Strecke |                   | Tauranga Bay Quarry                | Tauranga Bay Quarry                |
| Strecke nach links · Strecke von rechts |                   |                                    |                                    |
| Dienststation / Betriebs- oder Güterbahnhof | 4,58              | Sergeants Hill                     | Sergeants Hill                     |
| ehemaliger Bahnhof | 7,15              | Fairdown                           | Fairdown                           |
| ehemaliger Bahnhof | 0,00 15,28        | Waimangaroa (Junction)             | Waimangaroa (Junction)             |
| Strecke von links (außer Betrieb) · Abzweig geradeaus und ehemals nach rechts |                   |                                    |                                    |
| Dienststation / Betriebs- oder Güterbahnhof (Strecke außer Betrieb) · Strecke |                   | Waimangaroa                        | Waimangaroa                        |
| Betriebs-/Güterbahnhof Streckenende (Strecke außer Betrieb) · Strecke | 2,87              | Conns Creek                        | Conns Creek                        |
| ehemaliger Bahnhof | 20,21             | Birchfield                         | Birchfield                         |
| ehemaliger Bahnhof | 27,39             | Granity                            | Granity                            |
| Abzweig geradeaus und ehemals nach rechts |                   | Anschlussgleis Kohlebergwerk       | Anschlussgleis Kohlebergwerk       |
| Betriebs-/Güterbahnhof Strecke ab hier außer Betrieb | 29,98             | Ngakawau                           | Ngakawau                           |
| Abzweig geradeaus und nach rechts (Strecke außer Betrieb) |                   | Anschlussgleis Kohlebergwerk       | Anschlussgleis Kohlebergwerk       |
| Bahnhof (Strecke außer Betrieb) |                   | Hector                             | Hector                             |
| Bahnhof (Strecke außer Betrieb) | 38,89             | Nikau                              | Nikau                              |
| Bahnhof (Strecke außer Betrieb) |                   | Summerlea                          | Summerlea                          |
| Bahnhof (Strecke außer Betrieb) | 41,79             | Mokihinui                          | Mokihinui                          |
| Bahnhof (Strecke außer Betrieb) |                   | St. Helens                         | St. Helens                         |
| Bahnhof (Strecke außer Betrieb) | 44,99             | Seddonville                        | Seddonville                        |
| Kopfbahnhof Streckenende (Strecke außer Betrieb) | 48,01             | Mokihinui-Bergwerk                 | Mokihinui-Bergwerk                 |
| |                   |                                    |                                    |
| Quellen: |                   |                                    |                                    |

Die Bahnstrecke Stillwater–Ngākawau (Stillwater–Ngākawau Line) ist eine Bahnstrecke im Netz der neuseeländischen Eisenbahn.

## Geografische Lage
Die Strecke verläuft auf der Südinsel und parallel zur Westküste. Sie zweigt in Stillwater von der Midland Line (Greymouth–Rolleston–Christchurch) nach Norden ab und verläuft bis Westport im Hinterland, dann nahe entlang der Westküste.

## Infrastruktur
Historisch besteht die heutige Strecke aus zwei Bahnstrecken:
- dem südlichen Abschnitt: Stillwater–Westport und
- dem nördlichen Abschnitt Westport–Seddonville.

Dies spiegelt sich heute noch in der Kilometrierung der Strecke wider.

### Südabschnitt

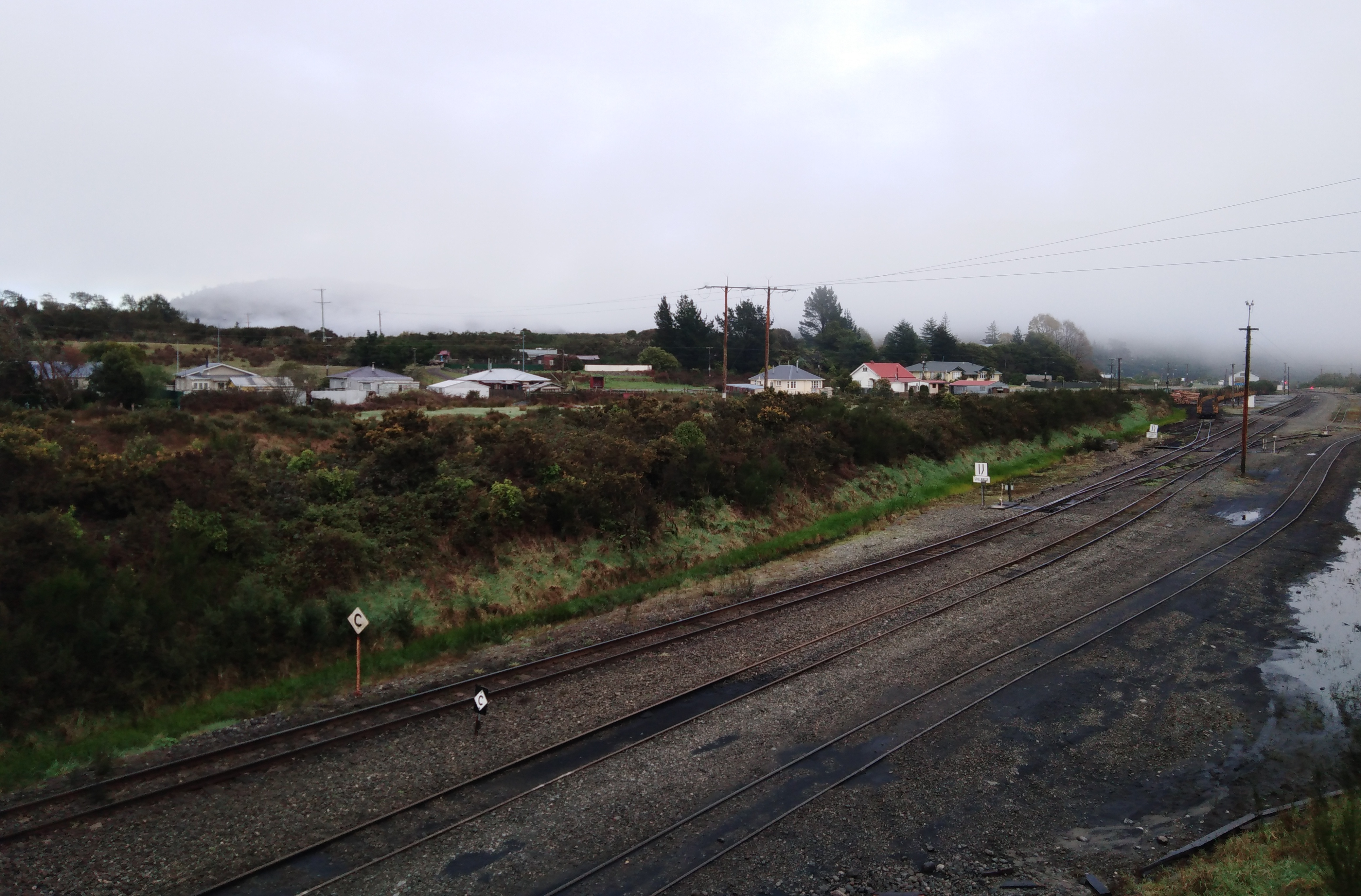
Ausgangspunkt der Strecke: Bahnhof Stillwater

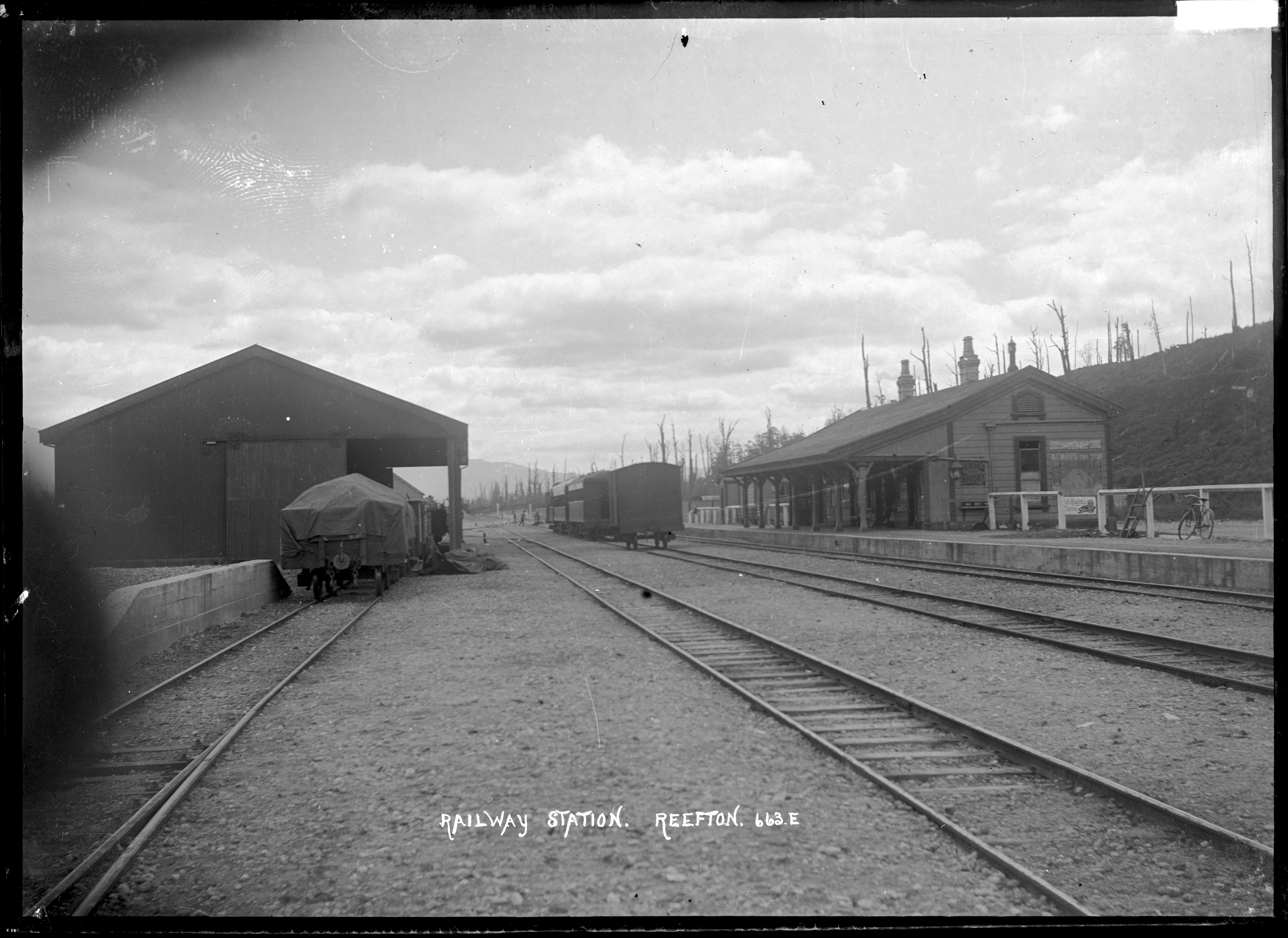
Bahnhof Reefton

Die (spätere) Midland Line wurde von Greymouth nach Osten gebaut und 1876 bis Brunner, unmittelbar westlich von Stillwater eröffnet. Der Weiterbau verzögerte sich, weil zehn Jahre lang über die geeignete Trasse und Finanzierung diskutiert wurde. Erst 1886 wurden die Arbeiten von der dafür gegründeten, privatrechtlich organisierten New Zealand Midland Railway Company (NZMRC) fortgeführt. Diese begann auch den Bau der Strecke Stillwater–Westport, zunächst mit dem Ziel Reefton. 1889 wurde die Strecke bis Ngahere eröffnet, am 29. Februar 1892 der Abschnitt bis zum Südufer des Inangahua, direkt gegenüber von Reefton.
1895 gingen der NZMRC die Mittel aus und die Neuseeländische Staatsbahn (NZR) übernahm letztendlich deren Strecken und setzte die Arbeiten fort. Über den Inangahua wurde eine Brücke gebaut und der heutige Bahnhof Reefton eingerichtet. Der Bahnhof südlich des Flusses bestand unter der Bezeichnung „Taipoiti“ weiter. 1908 ging der Abschnitt bis Cronadun in Betrieb. Ab 1912 wurde auch von Westport eine Bahn nach Süden begonnen und zunächst bis Te Kuha geführt. 1914 erreichte die Strecke von Cronadun Inangahua Junction. Nach der ursprünglichen Planung sollte hier eine Strecke nach Nelson (Neuseeland) abzweigen (deshalb die Bezeichnung „Junction“) – eine Baumaßnahme zu der es nie kam. Der Ausbruch des Ersten Weltkriegs 1914 hatte einen Baustopp zur Folge, obwohl nur noch der Abschnitt durch das Tal des Buller fehlte.
Die Buller-Schlucht stellte hohe technische Anforderungen an den Bau. Hinzu kamen Wirtschaftskrisen in den 1920er Jahren. Erst nach den Wahlen von 1935, die einen Regierungswechsel mit sich brachten, gab es einen ernsthaften Vorstoß, die Strecke fertigzustellen. Der Ausbruch des Zweiten Weltkriegs brachte weitere Verzögerungen. Dieses Mal wurden die Arbeiten aber auch während des Krieges fortgesetzt und am 2. Dezember 1941 die beiden Streckenenden verbunden. Den Bau der Strecke führte – wie in Neuseeland üblich – das Staatsbauamt (Public Works Department) durch, das ab Juli 1942 auch den Zugverkehr über die gesamte Strecke durchführte. Zum 5. Dezember 1943 wurde die Strecke an die NZR übergeben.

### Nordabschnitt

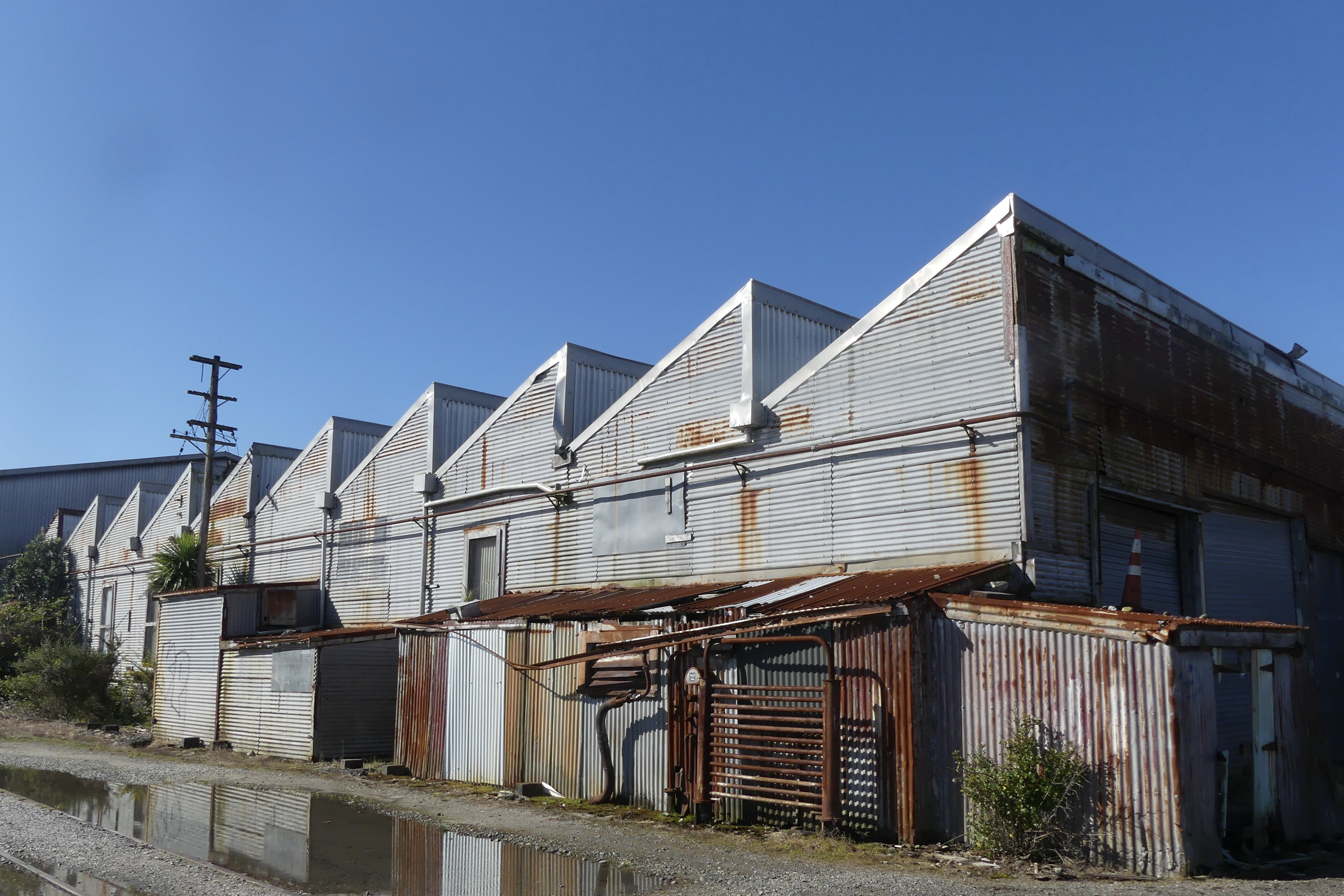
Bahnbetriebswerk Westport

Geologische Untersuchungen hatten bedeutende Vorkommen von Steinkohle auf den Hochebenen von Mount Rochfort und Stockton hoch über der Küste entdeckt. Die Kohle konnte jedoch nicht abgebaut werden, solange sie nicht zum Buller bei Westport transportiert werden konnte, ein Fluss, der groß genug war, um von Schiffen befahren zu werden. Die Bahnstrecke Westport–Seddonville wurde so für die Abfuhr von Kohle aus den Bergwerken zum Hafen von Westport gebaut. Da die Westküste hier gebirgig und für eine Siedlung von nennenswerter Größe ungeeignet war, bestand nie die Erwartung, dass die Strecke dazu führen werde, dass Land darüber hinaus zu erschließen.
Die Vermessung der Trasse begann am 3. März 1874 und der Bau am 13. Juli 1874. Der erste Abschnitt wurde am 31. Dezember 1875 bis Fairdown eröffnet. Waimangaroa wurde am 5. August 1876 erreicht, der Abschnitt nach Ngakawau am 26. September 1877 eröffnet. Bis Mitte 1878 nahm nur ein Bergwerk entlang der Strecke den Betrieb auf, wodurch das Verkehrsaufkommen zwischen Waimangaroa Junction und Ngakawau so gering blieb, dass dieser Abschnitt bis 1883 stillgelegt wurde. Dann wurde er wiedereröffnet, um den Transport von Steinen für den Hafenbau in Westport zu ermöglichen.
Die Auswirkungen der Großen Depression schränkten die für den Eisenbahnbau zur Verfügung stehenden Mittel ein, so dass über ein Jahrzehnt lang der Weiterbau ruhte. Ende der 1880er Jahre verbesserte sich die wirtschaftliche Lage und die Arbeiten zur Verlängerung der Strecke nach Seddonville begannen. Am 8. August 1893 wurde sie bis Mokihinui eröffnet. Zum 23. Februar 1895 kaufte die NZR eine 6,2 Kilometer lange privat errichtete Strecke von Mokihinui durch Seddonville zum Mokihinui-Bergwerk, die bis dahin von dem Bergwerk selbst betrieben worden war. Ein Teil der Mittel für den Bau des Abschnitts Ngakawau-Mokihinui und den Kauf der bis dahin bergwerkseigenen Strecke wurde vom Hafen Westport bereitgestellt.

### Zweigstrecken

#### Ngahere–Roa
Die Strecke ging 1909 oder 1910 in Betrieb, bediente ein Kohlebergwerk und wurde geschlossen, nachdem ein Hochwasser 1966 die Brücke über den Grey River/Māwheranui zerstört hatte.

#### Westport–Omau
Von Westport aus bestand eine Zweigstrecke entlang der Küste nach Westen zum Cape Foulwind, die 1886 vom Betreiber des Hafens von Westport errichtet worden war. Ab 1890 fand hier auch Personenverkehr statt. 1920 ging der Betrieb an die neuseeländische Marine über, zum 1. April 1921 übernahm die NZR die Strecke, schloss sie aber bereits 1930. 1931 übernahm die Marine die Strecke erneut und nutzte sie gelegentlich bis 1940.

#### Waimangaroa–Conns Creek
Die Bahnstrecke Waimangaroa–Conns Creek zweigte in Waimangaroa Junction von der Strecke ab und war nur 2,87 km lang. Sie bediente ein Steinkohle-Bergwerk und war von etwa 1878 bis zum 6. August 1967 in Betrieb. Einzige Zwischenstation war der Bahnhof Waimangaroa. Nach der Stilllegung wurde der bisherige Bahnhof „Waimangaroa Junction“ in „Waimangaroa“ umbenannt.

## Betrieb
1969 wurde die Strecke als eine der letzten im neuseeländischen Netz von Dampf- auf Diesellokomotiven umgestellt.
Eine Besonderheit der Strecke war der Einsatz zusätzlicher Schiebelokomotiven für schwere Züge auf dem Steigungsabschnitt zwischen Reefton und Stillwater. Heute werden die Züge in der Regel so gebildet, dass der Einsatz von Schiebelokomotiven nicht erforderlich ist.

### Personenverkehr

#### Südabschnitt

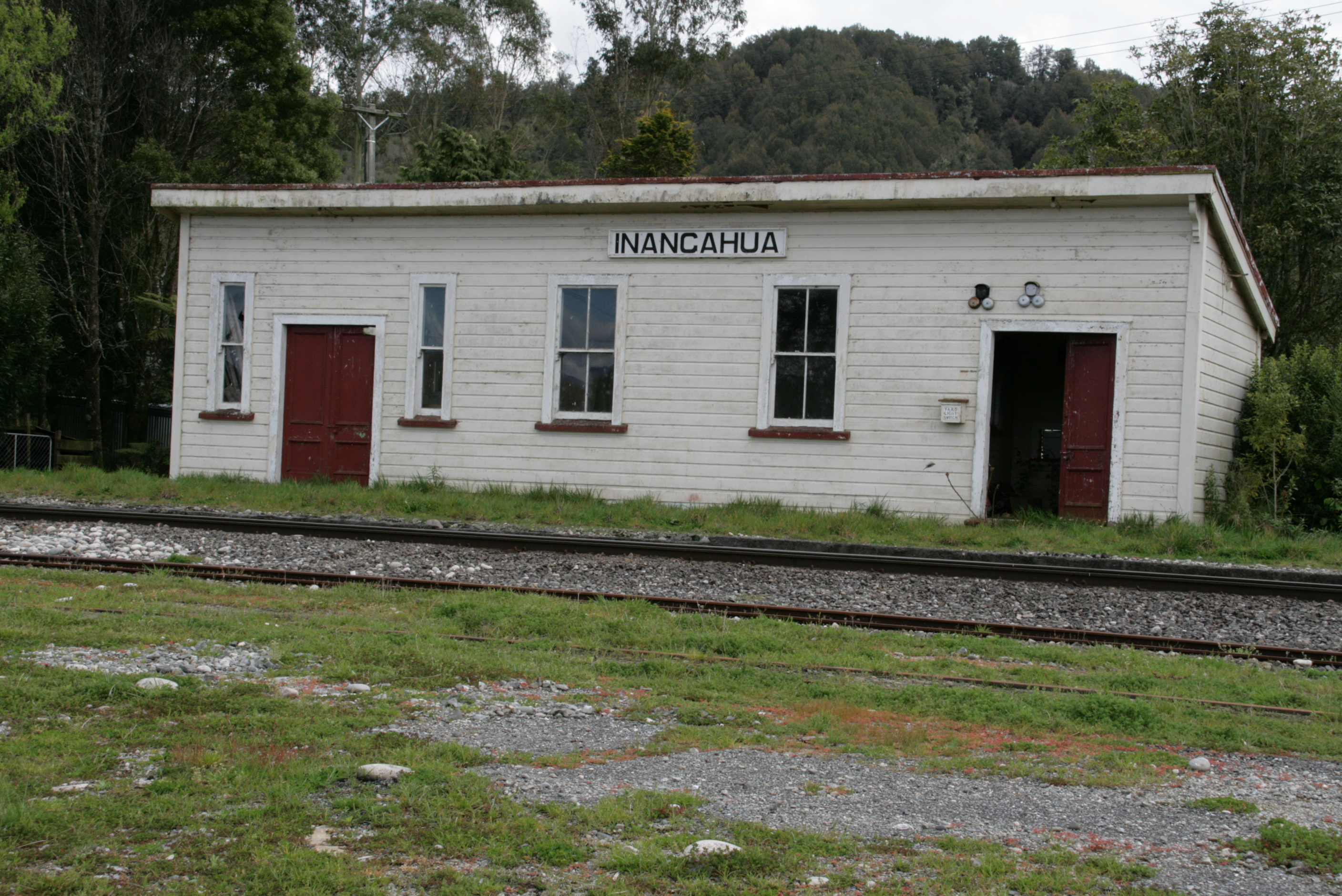
Empfangsgebäude Inangahua

Vor der Fertigstellung der Strecke verkehrten gemischte Züge auf den für den Betrieb freigegebenen Abschnitten. Zwischen August 1936 und August 1938 gab es eine tägliche Triebwagenverbindung zwischen Hokitika (Bahnstrecke Greymouth–Ross) und Reefton.
Nach der Fertigstellung der Strecke verkehrten Dieseltriebwagen zwischen Westport und Stillwater, wo sie Anschluss an die Züge nach Christchurch hatten. Ein lokaler Zug fuhr zwischen Greymouth und Reefton. Die schlechten Straßen in der Region bescherten der Strecke ein höheres Aufkommen an Reisenden als dies auf anderen ländlichen Strecken in Neuseeland der Fall war. Der Ausbau der Straßen nach dem Zweiten Weltkrieg führte dann aber dazu, dass der Personenverkehr 1967 eingestellt wurde.

#### Nordabschnitt
Wegen der geringen Bevölkerungsdichte verkehrten hier nie reine Personenzüge, ausschließlich gemischte Züge. Von etwa 1926 bis zum 12. Juni 1933 fuhren sie sogar bis zum Mokihinui-Bergwerk, dem nördlichen Streckenende. Personenverkehr vom Süden nach Seddonville gab es weitere 13 Jahre. Er wurde zum 14. Oktober 1946 eingestellt. Seitdem sind die einzigen Personenzüge, die hier verkehren, seltene Sonderzüge von Eisenbahninteressierten.

### Güterverkehr

#### Südabschnitt
Massengut wie Kohle, Holz und Zement bildeten das Hauptaufkommen im Güterverkehr auf der Strecke. In den 1950er Jahren, als Kohle noch von Westport und Greymouth verschifft wurde, bedeutete die gelegentliche Schließung einer der beiden Häfen, dass jede betriebsfähige Lokomotive an der Westküste eingesetzt wurde, um Kohle zu dem jeweils alternativen Hafen zu befördern.
In den 1980er Jahren stieg der Verkehr mit Kohlezügen wieder deutlich an. Sie fuhren jetzt aber anstatt nach Westport über die Midland Line und quer über die Südinsel zum Tiefwasserhafen in Lyttelton an der Ostküste transportiert. 1981 wurden noch 117.000 Tonnen Kohle auf diesem Weg befördert, 1989 waren es 600.000 Tonnen. Aufgrund dieses Booms wurden neue Drehgestell-Wagen für den Kohletransport gebaut, um die veralteten zweiachsigen Wagen mit viel geringerer Kapazität zu ersetzen. Der Höhepunkt in diesem Verkehr war 2015 erreicht, als sieben Züge täglich verkehrten.

#### Nordabschnitt

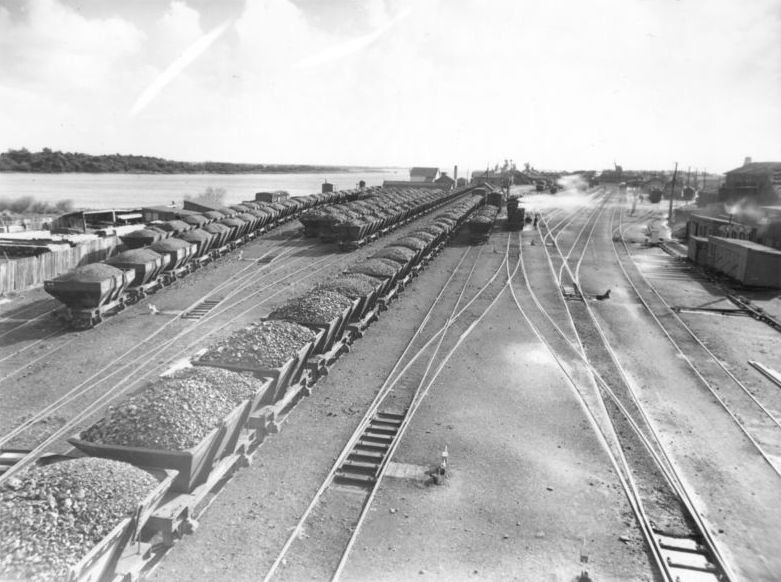
Kohlezüge im Güterbahnhof Westport

Im ersten halben Jahrhundert des Betriebs war der Güterverkehr nicht nur auf Kohle beschränkt. Als sich jedoch die Straßenverhältnisse verbesserten, gaben die lokalen Unternehmen den Schienengüterverkehr auf. Ab den späten 1930er Jahren wurde hier praktisch nur noch Kohle befördert. Aber auch die Kohletonnagen waren zu diesem Zeitpunkt bereits rückläufig: 1940 beförderte die Bahn hier nur noch etwas mehr als die Hälfte der Menge, die beim Maximum von 800.000 Tonnen vor dem Ersten Weltkrieg befördert worden war. Dennoch war der Kohleverkehr mehr als ausreichend, um die Strecke in Betrieb zu halten. Ein Fahrplan von 1967 sah werktags einen Zug nach Seddonville und zur Mokihinui-Mine und zwei nach Ngakawau vor, mit Zubringerzügen von der Zweigstrecke Waimangaroa–Conns Creek. abzweigten.

## Teilstilllegungen
Der drei Kilometer lange Abschnitt jenseits von Seddonville, der das Mokihinui-Bergwerk anschloss, wurde am 10. Februar 1974 stillgelegt, weil das Bergwerk seinen Betrieb aufgab.
Die geringe Nachfrage nach Kohle aus der Buller-Region bedeutete, dass die Strecke immer weniger genutzt wurde. Nachdem die Wartungskosten höher waren als die Einnahmen wurde der Abschnitt nördlich von Ngakawau zum 3. Mai 1981 geschlossen.